# François (Name)
François [fʀɑ̃ˈswa] (selten auch Francois) ist eine französische Variation des Namens Franz.

## Namensträger

### Herrschername
- François de Bourbon, comte d’Enghien (1519–1546), französischer Adliger, Graf von Enghien und Feldherr
- François de Bourbon, comte de Vendôme (1470–1495), französischer Adliger, Graf von Vendôme
- François de Bourbon, duc de Montpensier (1542–1592), französischer Adliger, Herzog von Montpensier
- François de Bourbon, prince de Conti (1558–1614), französischer Adliger, Fürst von Chateau-Regnault
- Nicolas-Louis François de Neufchâteau (1750–1828), französischer Staatsmann und Dichter
- François I. de Clèves, duc de Nevers (Franz von Kleve; 1516–1562), Graf von Nevers und Eu
- François II. de Clèves, duc de Nevers (Franz II. von Kleve; 1540–1562), Herzog von Nevers und Graf von Rethel sowie Eu
- François III. Bouchard d’Aubeterre (um 1522–1573), französischer verfolgter protestantischer Adliger
- François III. de La Rochefoucauld (1521–1572), französischer verfolgter protestantischer Adliger
- François III. d’Orléans-Longueville (1535–1551), französischer Adliger
- François III. de Beauharnais (um 1600 – um 1654), französischer Magistrat in Orléans und Conseiller d’État am königlichen Hof

### Vorname
- François Charles du Barail (1820–1902), französischer Militär und Minister
- François Bondy (1915–2003), Schweizer Journalist, Schriftsteller und Übersetzer
- François Camel (1893–1941), französischer Politiker und Widerstandskämpfer
- François Cevert (1944–1973), französischer Automobilrennfahrer
- François-Ernest Dutilleul (1825–1907), französischer Politiker
- François Ellis (* 1959), französischer Snookerspieler
- François Gonon (* 1979), französischer Orientierungsläufer
- François Haby (1861–1938), deutscher Unternehmer und Friseur
- François Hollande (* 1954), französischer Politiker
- François Lacharme (1817–1887), französischer Rosenzüchter
- François Lachenal (1918–1997), Schweizer Diplomat und Verleger
- François Auguste Logerot (1825–1913), französischer Militär und Politiker
- François de La Rochefoucauld (1558–1645), französischer Kardinal
- François de La Rochefoucauld (1613–1680), französischer Schriftsteller und Aphoristiker
- François de Mahy (1830–1906), französischer Politiker
- François de Metz († 1444), Kardinal und Bischof von Genf
- François Mitterrand (1916–1996), französischer Politiker, Staatspräsident 1981 bis 1995
- François Moubandje (* 1990), Schweizer Fußballspieler
- François Noël (1651–1729), belgischer Jesuit
- François Noël (1756–1841), französischer Humanist
- François Ozon (* 1967),  französischer Filmregisseur
- François Partant (1926–1987), französischer Autor
- François Rom (1882–1942), belgischer Fechter, Olympiasieger
- François Scheer (1934–2024), französischer Diplomat, Botschafter
- François II. de Tournon (1489–1562), französischer Kleriker, Erzbischof von Lyon
- François Truffaut (1932–1984), französischer Filmregisseur
- François Van der Elst (1954–2017), belgischer Fußballspieler

### Familienname
- Adrien François (* 1999), mauritischer Fußballspieler
- Alexander von François (1813–1861), deutscher Verwaltungsjurist, Landrat von Demmin
- Alexis François (1877–1958), Schweizer Romanist und Historiker
- Alfred von François (1849–1911), deutscher Generalmajor
- Alphonse François (1814–1888), französischer Kupferstecher
- André François (Fußballspieler) (1885–1915), französischer Fußballspieler
- André François (Künstler) (1915–2005), ungarisch-französischer Maler, Zeichner und Bildhauer
- André François (Leichtathlet) (* 1964), vincentischer Leichtathlet
- André François-Poncet (1887–1978), französischer Germanist, Politiker und Diplomat
- Ange François (1800–1867), belgischer Maler
- Atilio François Baldi (1922–1997), uruguayischer Radsportler
- Auguste François (1857–1935), französischer Diplomat und Fotograf
- Bruno von François (1818–1870), deutscher Generalmajor
- Charles François (Politiker) (1874–1945), französischer Politiker
- Charles François (Schauspieler) (eigentlich August Carl Müller; 1882–1958), deutscher Schauspieler
- Charles François (Mathematiker) (1888–1963), belgischer Mathematiker
- Charles François (Kybernetiker) (1922–2019), belgischer Kybernetiker
- Charles Emile François (1821–?), französischer Maler
- Charles-Émile François-Franck (1849–1921), französischer Physiologe
- Christiano François (* 1993), haitianischer Fußballspieler
- Claude François (Cloclo; 1939–1978), französischer Chansonnier
- Claudine François (* 1948), französische Musikerin
- Curt von François (1852–1931), deutscher Afrikaforscher und Gründer von Windhoek
- Déborah François (* 1987), belgische Schauspielerin
- Denise François-Geiger (1934–1993), französische Linguistin und Romanistin
- Étienne François (* 1943), deutsch-französischer Historiker
- Felix Francois (* 1990), schwedischer Leichtathlet
- Frédéric François (Linguist) (1935–2020), französischer Linguist
- Frédéric François (Sänger) (* 1950), italienischer Sänger und Komponist
- Frédéric François (Skirennläufer) (* 1977), französischer Skirennläufer
- Frédéric François-Marsal (1874–1958), französischer Bankier und Politiker
- Gustav von François (1815–1877), deutscher Generalmajor
- Guy François (1947–2019), haitianischer Fußballspieler
- Hardy von François (1879–1951), deutscher Schauspieler und Intendanzrat
- Hermann von François (1856–1933), deutscher General
- Hugo von François (1861–1904), deutscher Hauptmann
- Jacques François (1920–2003), französischer Schauspieler
- Jean François (Historiker) (1722–1791), französischer Benediktiner, Historiker und Romanist
- Jean Francois (Basketballspieler) (* 1980), US-amerikanischer Basketballspieler
- Jean François-Poncet (1928–2012), französischer Diplomat und Politiker
- Jean-Charles François (1717–1769), französischer Kupferstecher und Radierer
- Jean-Pierre François (* 1965), französischer Fußballspieler und Schlagersänger
- Jomoul Francois (* 1995), Fußballspieler aus Trinidad und Tobago
- Jordan François (* 2002), mauritischer Fußballspieler
- Joseph Michel François (1957–2017), haitianischer Militär
- Jules François (1907–1984), belgischer Augenarzt
- Julien François (* 1979), französischer Fußballspieler
- Juliette François (1925–2007), luxemburgische Schauspielerin
- Karl von François (1785–1855), deutscher General
- Kurt von François (Architekt) (1855–nach 1929), deutscher Architekt und Maler
- Louis François, französischer Automobilrennfahrer
- Louise von François (1817–1893), deutsche Schriftstellerin
- Mark Francois (* 1965), britischer Politiker (Conservative Party)
- Michel François (* 1956), belgischer Bildhauer und Installationskünstler
- Myriam François-Cerrah (* 1982), französisch-britische Journalistin, Schriftstellerin und Schauspielerin
- Oriane Jean-François (* 2001), französische Fußballspielerin
- Pierre Joseph Célestin François (1759–1851), belgischer Maler
- Roger François (Gewichtheber) (1900–1949), französischer Gewichtheber
- Roger François (Ringer), französischer Ringer
- Samson François (1924–1970), französischer Pianist und Komponist
- Sandrine François (* 1980), französische Sängerin
- Wilhelm François (1878–1955), deutscher Handwerker und Politiker (Wirtschaftspartei)